# Riki Nakaya
Riki Nakaya –en japonés, 中矢力– (Matsuyama, 25 de julio de 1989) es un deportista japonés que compite en judo.
Participó en los Juegos Olímpicos de Londres 2012, obteniendo una medalla de plata en la categoría de –73 kg. Ha ganado tres medallas en el Campeonato Mundial de Judo entre los años 2011 y 2015, y una medalla en el Campeonato Asiático de Judo de 2011.

## Palmarés internacional
| Juegos Olímpicos    | Juegos Olímpicos      | Juegos Olímpicos | Juegos Olímpicos |
| Año                 | Lugar                 | Medalla          | Categoría        |
| ------------------- | --------------------- | ---------------- | ---------------- |
| 2012                | Londres (Reino Unido) | Medalla de plata | –73 kg           |
| Campeonato Mundial  |                       |                  |                  |
| Año                 | Lugar                 | Medalla          | Categoría        |
| 2011                | París (Francia)       | Medalla de oro   | –73 kg           |
| 2014                | Cheliábinsk (Rusia)   | Medalla de oro   | –73 kg           |
| 2015                | Astaná ( Kazajistán)  | Medalla de plata | –73 kg           |
| Campeonato Asiático |                       |                  |                  |
| Año                 | Lugar                 | Medalla          | Categoría        |
| 2011                | Abu Dabi (EAU)        | Medalla de plata | –73 kg           |